# Eriocaulon schippii
Eriocaulon schippii är en gräsväxtart som beskrevs av Paul Carpenter Standley och Harold Norman Moldenke. Eriocaulon schippii ingår i släktet Eriocaulon och familjen Eriocaulaceae. Inga underarter finns listade i Catalogue of Life.